# Ben Loyal

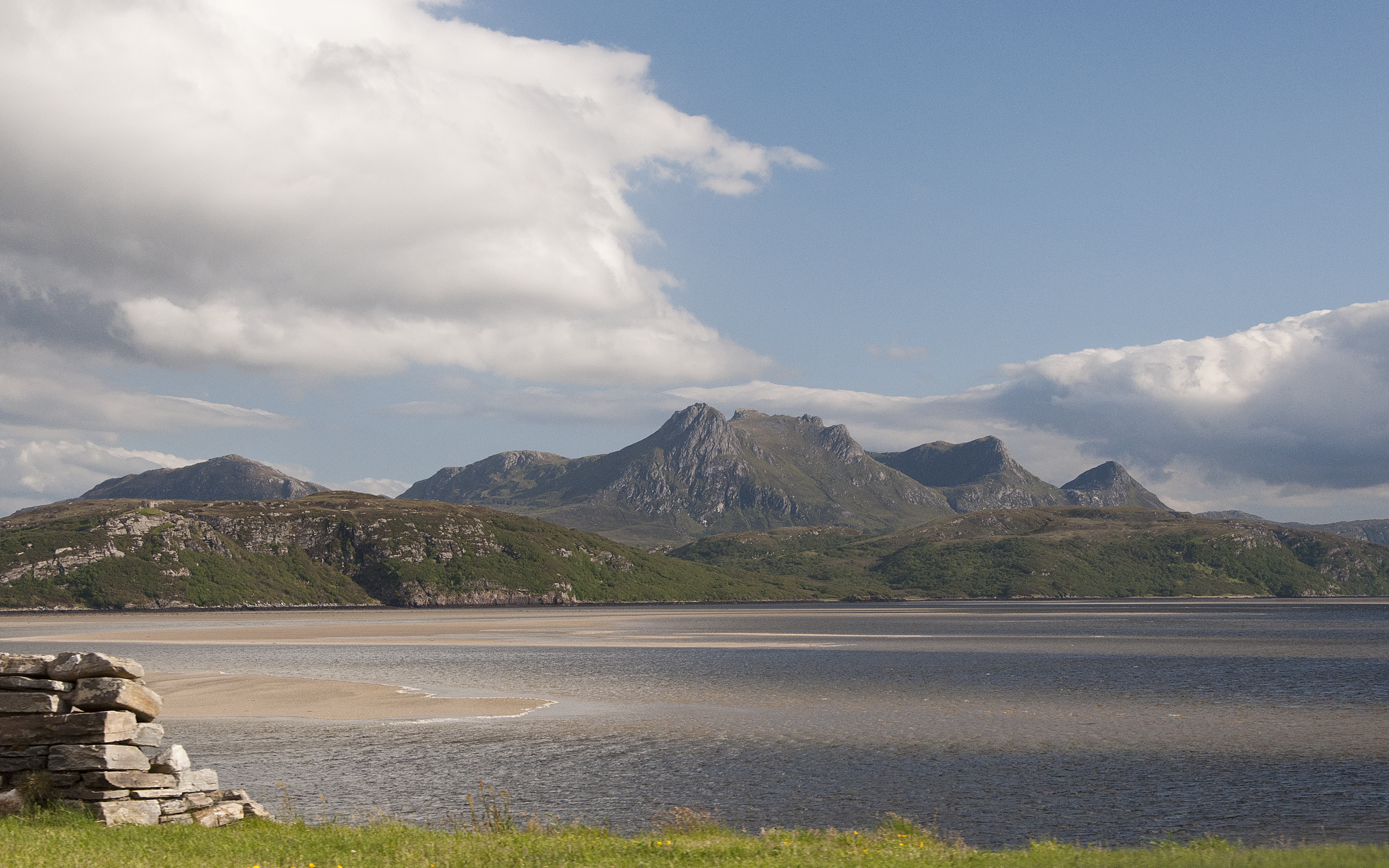
Ben Loyal vanaf de westzijde van Kyle of Tongue

Ben Loyal is een bergmassief in het noorden van Sutherland, ongeveer tien km ten zuiden van het dorp Tongue in Schotland en 3 km ten westen van Loch Loyal. De kam van Ben Loyal bestaat uit een viertal toppen waarvan de getande top, Bheinn Bheag (744 m) (tweede van links op de foto bovenaan) de hoogste is. De top links op de foto ligt het meest noordelijk en wordt Sgòr Chaonasaid genoemd (712 m). De meest zuidelijk gelegen piek (rechts op de foto) is de Sgòr Fionnaich (568 m hoog). Ben Loyal is een Corbett en een Marilyn.
Ben Loyal bestaat hoofdzakelijk uit graniet en maakt deel uit van het Ben Loyal Estate, anno 2011 in het bezit van graaf Adam Knuth of Knuthenborg uit Denemarken.
Ben Loyal kan bereikt worden via een single track road die zuidwaarts loopt vanaf het centrum van Tongue. Een wandelpad vertrekt aan een parkeerplaats dat na ongeveer 4 km zichtbaar wordt aan de linkerkant van deze weg en leidt naar Ribigill (zie foto) en Ribigill farm. Het huis dateert uit 1780; landbouw werd er al honderden jaren eerder bedreven.

## Vliegtuigcrash
Op 25 augustus 1943 stortte tijdens een nachtelijke storm in het dal net ten noorden van Sgòr Chaonasaid een Handley Page Hampden neer met vijf bemanningsleden aan boord. Alleen Cecil Guy Faulks overleefde de crash. Inwoners van Tongue trokken in het nachtelijk duister op zoek naar overlevenden en brachten de zwaargewonde Faulks na een tocht van 10 km terug naar Tongue. Men bracht hem naar een hospitaal in Golspie waar de arts een jonge vrouwelijke collega de opdracht gaf, hem in leven te houden, als je kan. Faulks herstelde en nam opnieuw dienst bij de Royal Air Force en vierde in augustus 2003 de zestigjarige verjaardag van de crash, gezond en wel, in Derbyshire. Hij en dokter Anita Mackay, werden vrienden voor het leven.

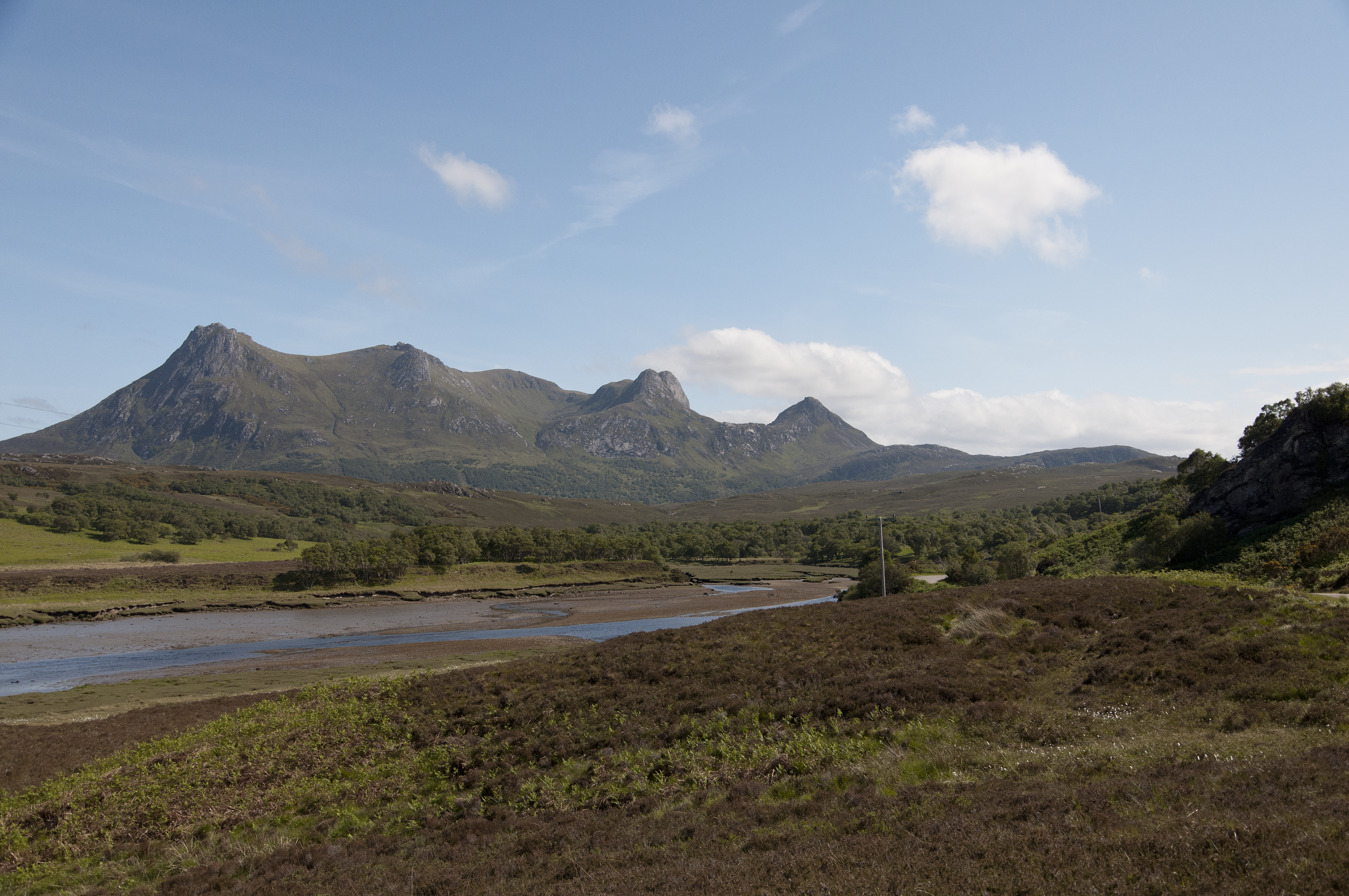
Ben Loyal en Kyle of Tongue
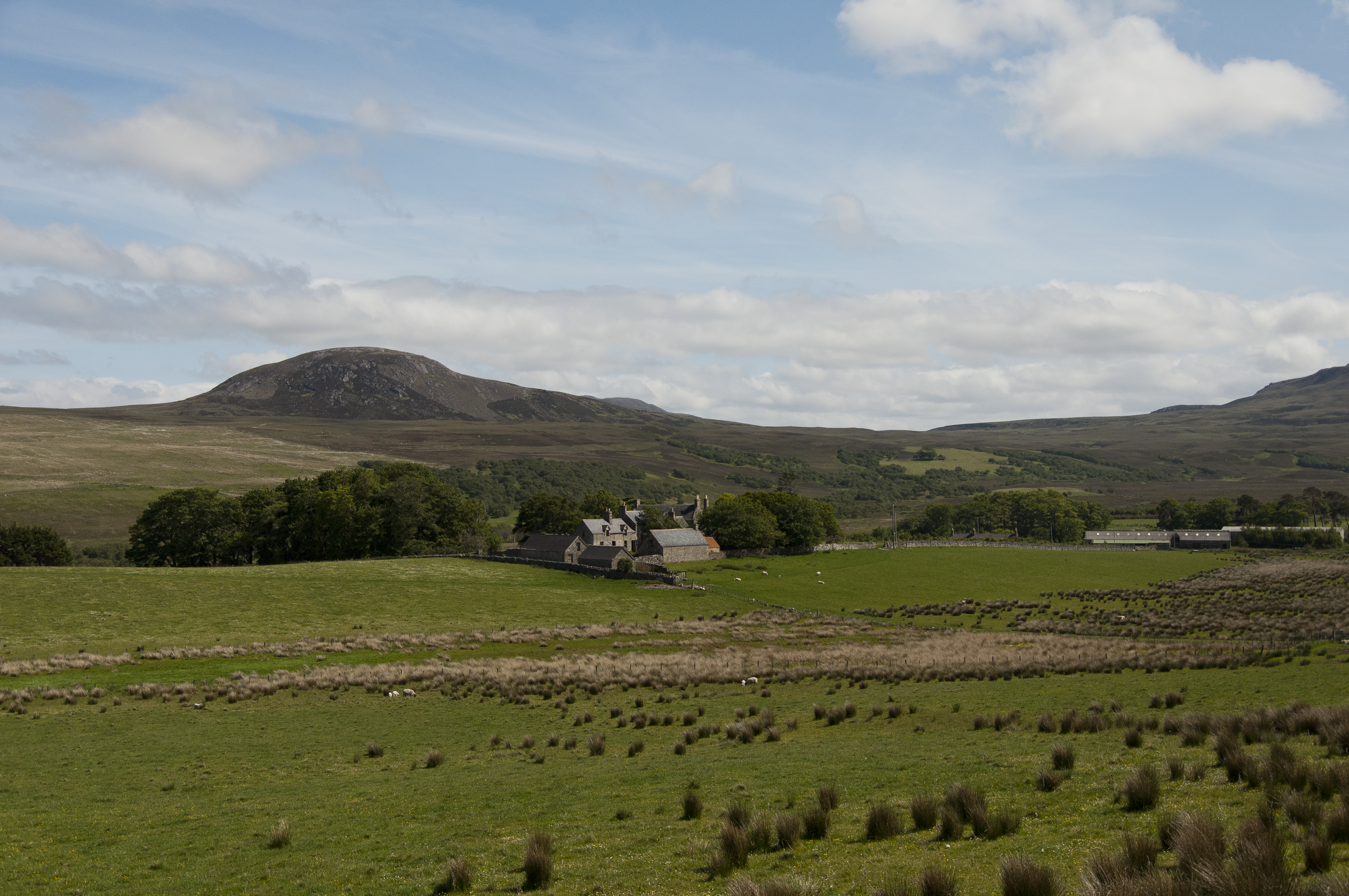
Ribigill en Ribigill Farm
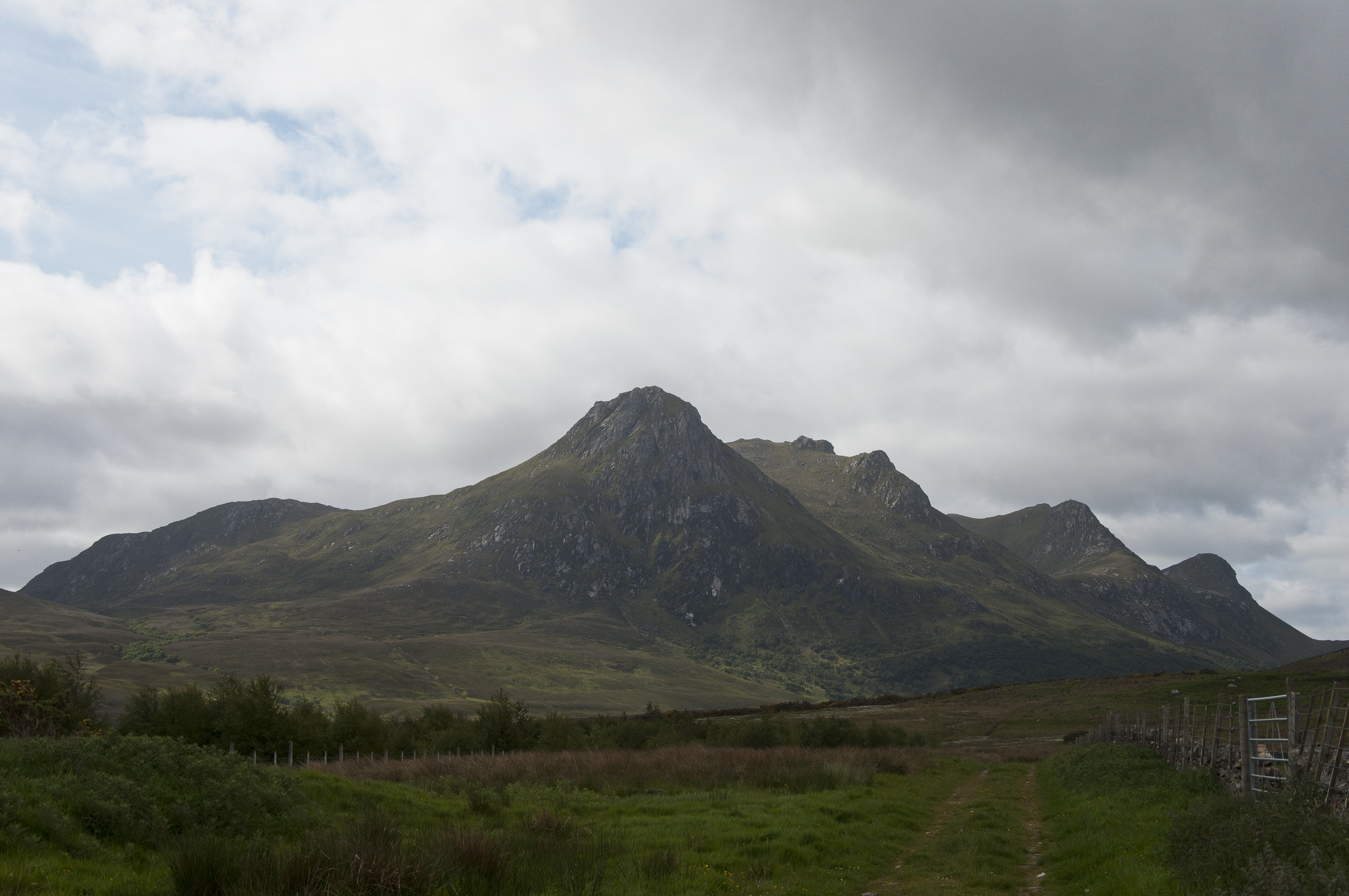
Het wandelpad naar Ben Loyal
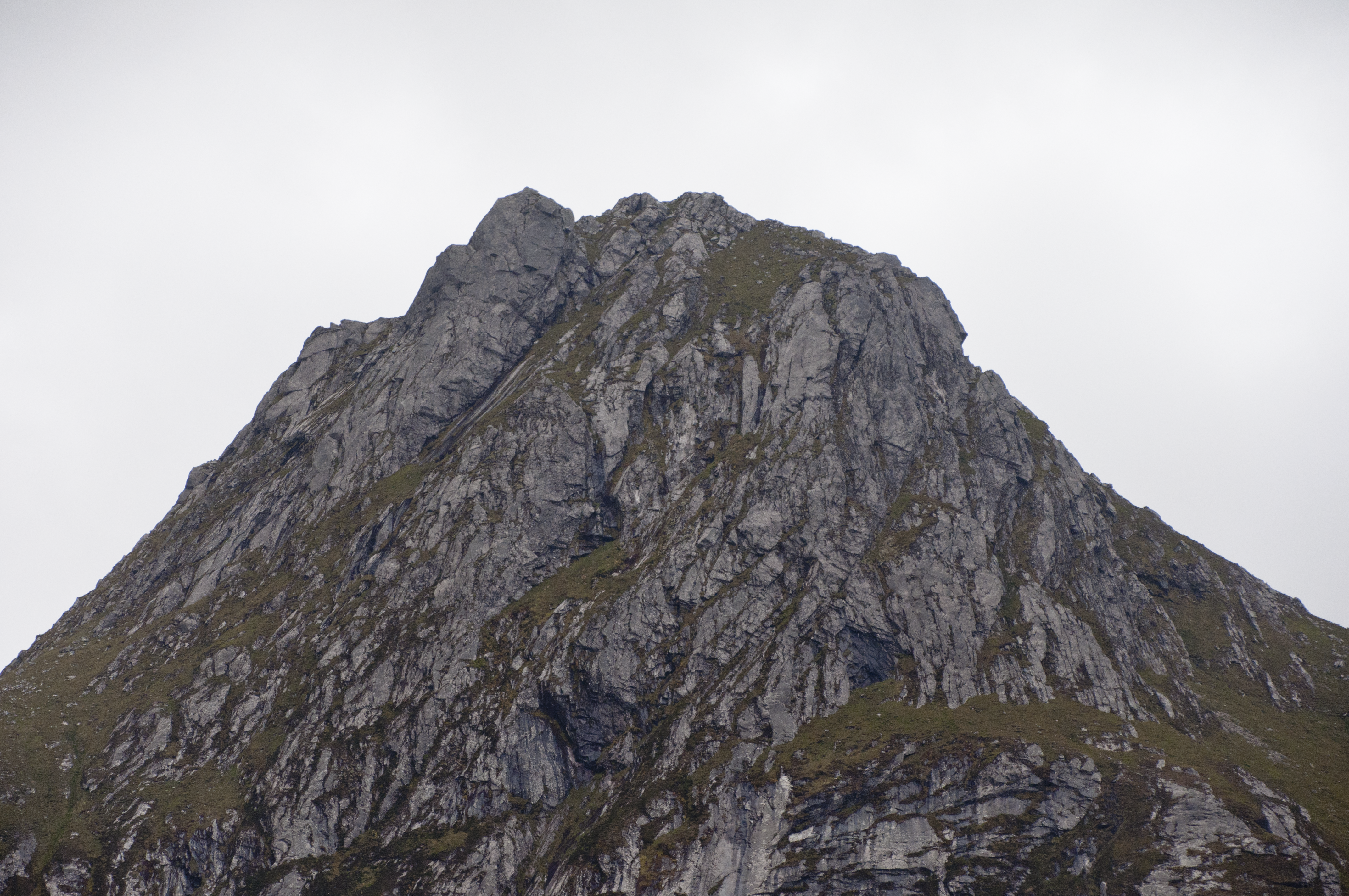
De top van Sgòr Chaonasaid